# Ineko Sata
Ineko Sata (佐多 稲子, Sata Ineko), 1er juin 1904 – 12 octobre 1998 est une écrivaine japonaise communiste et féministe appartenant au mouvement de la littérature prolétarienne.

## Biographie
Sata naît à Nagasaki en 1904 de parents jeunes (son père à 18 ans, sa mère 15) et pauvres qui s'installent à Tokyo lorsqu'elle est enfant. Son premier emploi, à l'âge de 11 ans, est dans une usine de caramel, avant de travailler dans les restaurants où elle se lie d'amitié avec des écrivains, dont Ryūnosuke Akutagawa. En 1922, ses poèmes sont publiés pour la première fois dans la revue Shi to jinsei (« Poésie et vie »). 
Tandis qu'elle travaille au café-bar Koroku à Hongo, près de l'université de Tokyo, elle rencontre Shigeharu Nakano qui restera un ami pour la vie. Avec Shigeharu Nakano, les écrivains de gauche Tatsuo Hori et Tsurujirō Kubokawa dirigent la revue littéraire progressiste Roba (« Âne »). Shigeharu Nakano incite Ineko Sata à écrire son premier roman publié, Kyarameru koba kara (« De l'usine de Caramel »), publié en en 1928. Puis, après un premier mariage raté, elle épouse Kubokawa Tsurujirõ, un critique littéraire marxiste.
Ineko Sata est de plus en plus concernée par les questions relatives aux travailleurs. En 1929, elle dénonce le traitement des femmes qui travaillent dans les usines de cigarettes. En 1931, elle défend les travailleurs en grève de l'usine Muslin de Tokyo. En tant que membre du courant de la littérature prolétarienne, elle écrit une série de romans sur la vie des hommes et des femmes ordinaires qui travaillent. Parmi ceux-ci Kyoseikikoku (« Extradition obligatoire »), sur les droits des travailleurs migrants coréens et Kambu joko no namida (« Larmes d'une contremaître »).
En 1932 elle adhère au parti communiste japonais (PCJ) interdit. Elle est proche des deux chefs du PCJ, Kenji Miyamoto et Takiji Kobayashi, ce dernier torturé à mort par la police en 1933. En 1935, elle est arrêtée et passe deux mois en prison.
Ces expériences servent de base à son roman Kurenai (« Écarlate ») écrit en 1936. Ses opinions politiques très marquées, souvent très peu orthodoxes du point de vue officiel du parti, l'amènent à s'éloigner de celui-ci. Sata est l'un des premiers communistes au Japon à rejeter le stalinisme. Pressée par les autorités impériales, elle doit subir l'humiliation du processus du tenkō, (littéralement, « changement de direction »), rejet formel de l'affiliation au PCJ. Les conditions contradictoires de cette époque mettent Sata en situation de stress profond et elle tente de se suicider.
Tandis que les années 1930 voient s'accroître la censure du gouvernement et un déclin du mouvement de la littérature prolétarienne, Sata continue à écrire : en 1938, elle publie Juju shinryoku (« Arbustes ») et en 1940 Suashi no musume (« Une fille aux pieds nus »). 
Avec la fin de la guerre en 1945, Sata recommence à écrire. Des changements dans ses attitudes personnelles l'amènent à divorcer de son mari la même année. En 1946, elle rejoint le PCJ, bien que, comme auparavant, elle exprime souvent de véhémentes critiques vis-à-vis de la direction du parti. Ses expériences du temps de guerre sont le sujet de Watashi no Tōkyō Chizu (« Mon plan de Tokyo »), écrit entre 1946 et 1948. En 1954, elle écrit Kikai no naka no seishun (« Jeunesse parmi les machines »). Ses œuvres complètes sont éditées en 15 volumes en 1958-59. Elle écrit Onna no yado (« Logements de femmes ») en 1963 et Omoki nagarani (« Forte marée ») en 1968-69.
En 1964, Sata rejoint le Parti communiste du Japon après une énième expulsion. Elle est l'un des fondateurs du « club démocratique de la nouvelle femme ». Ses activités au sein de l'organisation, jugées source de division du point de vue du courant dominant du parti entraînent une nouvelle expulsion du PCJ.
Sata reçoit le prix Noma en 1972 pour son livre Juei (« L'Ombre des arbres »), qui traite des relations entre les peuples chinois et japonais à Nagasaki après le largage de la bombe atomique. En 1973, le Nihon Geijutsuin-shō (prix de l'Académie japonaise des arts) lui est décerné pour l'ensemble de son œuvre mais elle le refuse car elle le considère comme un prix de nature nationaliste. Elle accepte le prix Kawabata pour les nouvelles en 1977.
En 1983, elle est lauréate du prix Asahi pour l'ensemble de son œuvre. Elle prononce un discours d'acceptation par lequel elle exprime ses regrets pour sa contribution à l'effort de guerre.
Son collègue de longue date Nakano Shigeharu meurt en 1979. Le livre qu'elle lui consacre, Natsu no Shiori - Nakano Shigeharu o okuru (« Souvenirs d'été - un adieu à Shigeharu Nakano ») est couronné du prix Mainichi des arts en 1983.
La plupart des livres de Sata sont traduits en russe dans les années soixante et soixante-dix. Deux histoires courtes de la collection  Toki ni tatsu (Standing Still in Time) ont été traduits en anglais. Le récit Chisai yama to tsubaki no ki (« Floraison de camélias sur la petite montagne ») (1986) paraît dans « Japanese Literature Today », le magazine en anglais publié par le PEN club japonais.  Sa nouvelle Iro no Nai E (« Les peintures incolores ») paraît dans la collection éditée de Kenzaburo Oe The Crazy Iris and Other Stories of the Atomic Aftermath. Originaire de Nagasaki, elle n'a pas connu le bombardement du 9 août 1945, mais à travers cette histoire, elle partage son inquiétude concernant le silence des Hibakusha (survivants du bombardement atomique), mais sans être ouvertement critique.
Elle meurt en 1998 à 94 ans.

## Liste des œuvres traduites en français
- L'Eau (Mizu), dans Anthologie de nouvelles japonaises contemporaines (Tome I), nouvelle, Gallimard, 1986 ; reprise dans Fleurs d'été et autres nouvelles japonaises, Gallimard (collection "Folio Junior"), 1996.
- L'Achat d'un pantalon (Zubon o kai ni), dans Les Ailes La Grenade Les Cheveux blancs et douze autres récits (1945-1960), nouvelle traduite par Kichiyo Ishigaki et Anne Gossot, Editions Le Calligraphe-Picquier, 1986 (réédition Editions Philippe Picquier, 1991) ; Anthologie de nouvelles japonaises (Tome II - 1945-1955) - Les Ailes La Grenade Les Cheveux blancs, Picquier poche, 1998.

## Prix et distinction
- 1963 : 2e prix de littérature féminine pour Logement de femmes (Onna no Yado)
- 1972 : 25e prix Noma pour L'Ombre des arbres (Juei)
- 1976 : 3e prix Kawabata pour In der Zeit stehenbleiben 11 (Toki ni tatsu 11)
- 1983 : 25e prix Mainichi des arts pour Signes de l'été (Natsu no Shiori)
- 1983 : prix Asahi pour sa longue activité en tant qu'écrivaine et sa contribution à la littérature contemporaine
- 1985 : 37e prix Yomiuri (catégorie Essais, récits de voyage) pour Fête de la lune (Tsuki no En)

## Source de la traduction
- (en) Cet article est partiellement ou en totalité issu de l’article de Wikipédia en anglais intitulé « Ineko Sata » (voir la liste des auteurs).